# Georg Freiherr von Eppstein

Georg Epstein, um 1908

Georg Johannes von Eppstein (bis zur Nobilitierung Johannes Georg Epstein, * 20. März 1874 in Breslau; † 28. September 1942 im Ghetto Theresienstadt) war ein deutscher Schriftsteller, Phaleristiker, Hofbeamter, Hochschulkurator und Publizist.

## Leben

### Herkunft und Werdegang
Georg Epstein wurde als Sohn des Kaufmanns Julius Epstein und seiner Frau Jenny geb. Silbermann in Breslau geboren. Er besuchte das Breslauer Realgymnasium und das Johannesgymnasium und studierte anschließend Philosophie und Literatur an der Schlesischen Friedrich-Wilhelms-Universität zu Breslau. Daneben war er schon als Student als Hilfsredakteur für Zeitungen tätig. 1895 ging er für anderthalb Jahre als Redakteur zur Tilsiter Allgemeinen Zeitung nach Tilsit und leistete anschließend seinen Militärdienst beim Niederschlesischen Infanterie-Regiment Nr. 51 in Breslau ab. Im Sommer 1898 trat er bei der Breslauer Frauen-Zeitung als Feuilletonist und Theaterkritiker ein. Er promovierte 1899 zum Dr. phil. und veröffentlichte diverse literarische Skizzen, Novellen und Lyrikbände.
Um die Jahrhundertwende zog er nach Berlin-Mitte. 1901 ließ sich der Autor, der jüdischer Herkunft war, in Berlin-Kreuzberg christlich taufen. Als Publizist beschäftigte er sich mit staatsrechtlichen und historischen Themen, wobei er hauptsächlich Pressestimmen und Archivquellen kompilierte, edierte und kommentierte. Epstein publizierte verschiedentlich gemeinsam mit Paul von Roëll (1854–1917), der dem Centralverband deutscher Industrieller nahestand. Er war Mitherausgeber und seit 1903 verantwortlicher Leiter des von Roëll im Jahr 1901 gegründeten halboffiziösen Organs Neue politische Correspondenz, in dem häufig amtliche Verlautbarungen und Stellungnahmen erschienen, weshalb er sich regelmäßig in Berliner Ministerien bewegte. 1909 veröffentlichte er an der Universität Breslau eine juristische Staatsexamensarbeit zum Kündigungsrecht der Beamten, die ihn als Regierungsassessor für die Beamtenlaufbahn qualifizierte.
Über von Roëll, der sich auch als Adelsforscher und Ordenskundler betätigte und 1902–1903 Fürstlich Lippischer Kammerherr war, kam Epstein mit den Fragen des lippischen Erbfolgestreits in Berührung und begann, sich mit den Rechtsangelegenheiten des damaligen Regenten Leopold zur Lippe aus der Linie Lippe-Biesterfeld zu befassen. Nach dessen Thronbesteigung wurde Georg Epstein als Rechts- und Finanzberater des Fürstenhauses herangezogen und trat Anfang 1912 als Leiter des Zivilkabinetts des Fürsten Leopold IV. zur Lippe in dessen Dienste. Mit seiner Familie lebte er bis dahin in Berlin-Wilmersdorf, ab 1912 als lippischer Untertan in Detmold, wo ihm als Kabinettsrat eine Dienstwohnung zur Verfügung stand. Aus seiner Ehe mit Hertha Reymann (1876–1937) stammte die 1909 geborene Tochter Ingeborg († 1922).

### Ordensfachmann und Hofbeamter
Als Schriftleiter des Deutschen Ordens-Almanachs gab er in den Jahren 1904 bis 1908 zusammen mit v. Roëll und anderen Ordenskundlern ein umfangreiches, halboffizielles Sammelwerk heraus, das alle deutschen Träger in- und ausländischer Orden verzeichnen sollte, die keinem regierenden oder depossedierten Fürstenhaus angehörten. Er selbst wurde von Fürst Leopold IV. am 30. Januar 1912 mit dem lippischen Leopold-Orden ausgezeichnet, im Jahre 1915 geadelt und 1918 zum Freiherrn erhoben und nannte sich fortan von Eppstein.
Zu Beginn seiner Hoflaufbahn war Epstein maßgeblich mit der Beschaffung der Mittel für den Neubau des im Februar 1912 abgebrannten Detmolder Hoftheaters befasst. Der Bau konnte trotz Ausbruchs des Ersten Weltkriegs mithilfe von Spenden aus der Bürgerschaft und fürstlichen Zuschüssen in den Jahren 1914/15 realisiert werden. Im Krieg war er nach anfänglicher Verwendung bei der Armeeabteilung Woyrsch in Schlesien ab Sommer 1915 für einige Zeit bei übergeordneten Stäben in der Umgebung des in Belgien und Frankreich eingesetzten Kontingentverbands des Fürstentums Lippe tätig. Dort wurde er zeitweise als Ordonnanzoffizier im Stab des Generals Hermann von François verwendet. In dieser Funktion lernte er auch den deutschen Kronprinzen Wilhelm kennen, der damals die 5. Armee und ab November 1916 die Heeresgruppe Deutscher Kronprinz befehligte, zu der auch das lippische Kontingent gehörte. Eppstein freundete sich mit dessen (laut späteren antisemitischen Gerüchten angeblich jüdischstämmigen) Adjutanten Louis Müldner von Mülnheim an. 1917 wurde er zum Wirklichen Geheimen Rat mit dem Titel „Excellenz“ ernannt und begleitete den Fürsten bei Frontbesuchen und auf offiziellen Reisen, unter anderem bei seinem Staatsbesuch in München vom 11. bis 13. Dezember 1917.
An der vom Fürsten Ende 1916 auf Eppsteins Initiative errichteten und in den folgenden Jahren aufgebauten Fürst Leopold-Akademie für Verwaltungswissenschaften in Detmold, an der kriegsversehrte Offiziere zu Kommunalbeamten umgeschult werden sollten, wirkte Georg von Eppstein als Kurator mit dem Titel „Professor“. Die Akademie, die bis 1924 bestand, ehrte ihn für sein Engagement mit der Ehrendoktorwürde.
Seine Erlebnisse während der Novemberrevolution in Detmold, wo er als einer der engsten Berater des Fürsten mit örtlichen und zugereisten Revolutionären verhandelte, schildert er in seiner von autobiographischen Anekdoten durchsetzten Kronprinzenbiographie bruchstückhaft selbst. Schon seit Oktober 1918 führte er mit dem fortschrittlichen Reichstagsabgeordneten Adolf Neumann-Hofer, der dann in den Tagen des Detmolder Umsturzes eine wichtige Rolle als Berater und Vermittler spielte, einen Briefwechsel, um die Möglichkeiten zum Erhalt der Monarchie in Lippe auszuloten. Eppstein behandelt die Vorgänge um das Ende der Monarchie in Lippe später noch einmal ausführlicher in seinem niederländischen Buch über Prins Bernhard (1936).

### Titelvergaben in letzter Minute
Als Chef des Zivilkabinetts fielen auch Ordensverleihungen, Titelvergaben und Adelserhebungen in seine Zuständigkeit, die während des Kaiserreichs eine nicht unbedeutende Einnahmequelle vieler deutscher Kleinstfürstentümer darstellten. Eppsteins Kenntnisse im Ordens- und Titelwesen waren also nicht nur persönliche Liebhaberei, sondern qualifizierten ihn entscheidend für seine Stellung bei Hofe. Ebenso wie Eppstein jüdischer Herkunft und als enger Berater für ein Fürstenhaus tätig war auch Kurt Kleefeld, ein Schwager von Gustav Stresemann, der vom Fürsten zur Lippe noch am 12. November 1918, dem Tag seiner Abdankung, als letzte in Deutschland überhaupt geadelte Person nobilitiert wurde. Gleichzeitig verlieh der Fürst dem mit Eppstein befreundeten Zeitungsverleger und Inhaber der Meyerschen Hofbuchhandlung und Hofbuchdruckerei in Detmold, Max Staercke, der das Haus Biesterfeld im Thronfolgestreit unterstützt hatte (und der sich trotz seiner nationalliberalen Gesinnung und gegen völkische Widerstände in Detmold in den 1920er Jahren als konsequenter Gegner des Antisemitismus profilierte) den Titel Hofrat und Eppstein selbst den Freiherrntitel.
Diese Ordens- und Titelverleihungen in letzter Minute, in die Eppstein als Zivilkabinettschef offenkundig involviert war, führten am Ort zur Entstehung antisemitischer Legenden über den „Hofjuden“, der das Fürstenhaus durch „Titelschacher“ saniert habe, nachdem er sich dem Fürsten als „Jude aus den preußischen Ostprovinzen“ (Eppstein stammte aus Breslau) „angedient“ und „unentbehrlich gemacht“ habe. Diese gehässigen und von antijüdischen Klischees getragenen Darstellungen drangen – unterstützt durch Eppstein unfreundlich gesinnte Zeitzeugen – auch in seriöse Fachliteratur ein.
Einige Zeit nach der Abdankung des Fürsten siedelte Georg Freiherr von Eppstein nach Berlin-Lichterfelde um und erwarb 1921 eine Villa in der Potsdamer Straße 32, die er aus Verehrung für seine Frau „Haus Hert[h]a“ nannte. Die Anerkennung seines Adelstitels (den er als lippischer Untertan unangefochten in ganz Deutschland führen durfte, bei einer Rückkehr in die preußische Staatsangehörigkeit ohne adelsrechtliche Anerkennung in Preußen aber verloren hätte) hatte er gleich nach der Nobilitierung 1915 beim preußischen Heroldsamt beantragt. Obwohl das Amt sie nach Kräften zu verhindern suchte und noch 1917 Nachforschungen über seinen Vater anstellte, gelang es ihm kurioserweise gerade infolge der Abschaffung des Adels in der Weimarer Republik, seinen adligen Namen und die Bezeichnung „Freiherr“ trotz Rückkehr nach Berlin bis zu seinem Lebensende zu behalten, denn das Heroldsamt hörte mit dem Kaiserreich auf zu bestehen und die Titel hatten sich mit Inkrafttreten der Weimarer Verfassung und dem preußischen Gesetz über die Aufhebung der Standesvorrechte des Adels vom 23. Juni 1920 von Rechts wegen in Namensbestandteile verwandelt. Anders als in der älteren Literatur behauptet, wurde ihm der Adelsname auch von den Nationalsozialisten nie aberkannt.

### Monarchist und Objekt antijüdischer Anfeindungen
In den 1920er Jahren veröffentlichte er mehrere historische und zeitgeschichtliche Bücher, für die er Literatur und Akten studierte und Äußerungen von Zeitzeugen sammelte und zusammenstellte. Besonderes Interesse und Verehrung brachte er dem früheren Reichskanzler Otto von Bismarck und dem ehemaligen deutschen Kronprinzen Wilhelm von Hohenzollern entgegen, den er in seiner 1926 veröffentlichten Biographie vehement gegen Kritiker in Schutz nahm. Eppsteins Werk enthält eigene Erinnerungen, reproduziert aber hauptsächlich fremde Schilderungen und Einschätzungen, die er den zu Beginn der zwanziger Jahre in großer Zahl publizierten Rechtfertigungsschriften und Erinnerungsbüchern vormaliger Militärs, Politiker und Höflinge entnahm. Dem in diesem Schrifttum enthaltenen Antisemitismus, der gerade in jenen rechtsnationalen Kreisen besonders schrill artikuliert wurde, denen er in seinen politischen Anschauungen nahestand, bemühte sich Eppstein mit Sachargumenten entgegenzutreten, ohne jedoch dessen weit reichende Bedeutung auch für sein persönliches Schicksal zu erkennen.
Seiner monarchistischen Überzeugung folgend stand er der Weimarer Republik reserviert gegenüber und betrachtete eine Restauration der bis 1918 regierenden Adelshäuser als grundsätzlich wünschenswertes politisches Szenario. Im Herbst 1923, unmittelbar im Vorfeld der durch Geheimdiplomatie zwischen der Reichskanzlei unter Gustav Stresemann und den Kontaktleuten des Hofes arrangierten Rückkehr des Kronprinzen nach Deutschland, begleitete Eppstein den kronprinzlichen Adjutanten Müldner von Mülnheim bei einem seiner Besuche auf Wieringen, dem holländischen Exil Wilhelms, und befragte den Kronprinzen für sein Buchprojekt. Den Verlauf der Rückkehrverhandlungen und die organisatorischen Einzelheiten der Rückreise, in die er aufgrund seiner Freundschaft mit Müldner Einblick besaß, beschreibt Eppstein in seiner Kronprinzenbiografie, wobei er Stresemanns maßgebliche Bedeutung für die Rückkehr des Hohenzollern bestätigt. Eppstein verehrte Stresemann, und Stresemann verehrte seinerseits wie Eppstein den früheren Kronprinzen.
Auch der Kontakt zum Haus Lippe riss zunächst noch nicht ab; so empfing Eppstein 1923 oder 1924 in seinem Berliner Haus noch einen Besuch des Erbprinzen Ernst Leopold. Da sich die jüngere Generation der Fürstenfamilie aber bald dem Nationalsozialismus verschrieb (Ernst Leopold trat 1928 als erster Erbprinz eines ehemals regierenden deutschen Adelshauses der NSDAP bei), wurde den Prinzen die Verbindung mit dem in der Detmolder Öffentlichkeit angefeindeten und als „Hofjude“ titulierten Eppstein zunehmend unangenehm. Eppstein wurde sowohl in der nationalsozialistischen Propaganda als auch in der linken Presse nachgesagt, er habe den Fürsten kurz vor dem Ende seiner Herrschaft durch lukrative Verkäufe von Titeln und Orden finanziell saniert, was gut in das judenfeindliche Zerrbild vom ‚wendigen‘ Geschäftemacher passte und zugleich den Adel desavouierte. Zum Eklat kam es anlässlich der Hochzeit der Fürstentochter Karoline (genannt Prinzessin Lilli) im Jahre 1932, als Fürst Leopold den bereits zum Fest geladenen Freiherrn von Eppstein auf Druck seiner Kinder und Familienangehörigen wieder auslud. Der Hof fürchtete auch angesichts der geplanten Beteiligung von SA-Musikzügen und NS-Parteivertretern an den Hochzeitsfeierlichkeiten um den Ruf der Familie im rechten Milieu.
Unterstützung aus adligen Kreisen erhielt Georg von Eppstein in der Zeit des Nationalsozialismus kaum und war zunehmend auf sich allein gestellt. Anfang der 30er Jahre befand sich Eppstein zudem in finanziellen Schwierigkeiten und musste im Frühjahr 1932 seine Lebensversicherung an einen jüdischen Rechtsanwalt verpfänden, der 1933 in die Schweiz emigrierte. Einen Kredit erhielt er offenbar auch von einer Stiftung der evangelischen Landeskirche in Potsdam, die nach seiner Deportation Hypothekenzinsen beim Oberfinanzpräsidenten verlangte. Bereits im Mai 1933 war der mit Eppstein seit dem Weltkrieg befreundete und ebenfalls in dem Lichterfelder Villenviertel wohnhafte ehemalige preußische General und militärgeschichtliche Buchautor Hermann von François, der zusammen mit Eppstein die zweibändige Biographie des ehemaligen Kronprinzen veröffentlicht hatte, gestorben.

### Bucherfolg in den Niederlanden
Einen gewissen Nutzen aus seinen Beziehungen zum lippischen Fürstenhaus konnte Georg von Eppstein noch einmal ziehen, als es ihm 1936 im Vorfeld der Heirat Prinz Bernhard zur Lippe-Biesterfelds mit der Thronfolgerin der Niederlande und zukünftigen Königin Juliana gelang, für den niederländischen Markt ein Buch in niederländischer Sprache über das Adelshaus zu veröffentlichen, dem der künftige niederländische Prinzgemahl (ein Neffe Fürst Leopolds zur Lippe) angehörte. Das Buch, das etwa einen Monat vor der Hochzeit Anfang Dezember 1936 erschien (knapp drei Monate nach Bekanntgabe der Verlobung), wurde in der niederländischen Presse breit angekündigt und besprochen; es galt als halboffiziöse Biographie des neuen Mitglieds des Königshauses und erlebte binnen kürzester Frist drei Auflagen. Es war mit persönlichen Geleitworten Fürst Leopolds, Prinz Bernhards und von dessen Mutter Armgard versehen, in denen der Freiherr von Eppstein als treuer Freund und bester Kenner der Geschichte des Hauses Lippe gewürdigt wird, und enthielt neben den historischen Darstellungen und zahlreichen Bildern auch mehrere Gedichte Eppsteins.
Gemeinsam mit seinem Mitautor Hofrat Max Staercke und dem Utrechter Verleger Albert W. Bruna (1902–1996) wurde „Prof. von Eppstein“, wie er sich nannte, am 11. November 1936 in Het Loo offiziell als Biograph des fürstlichen Verlobten vom königlichen Hofmarschall begrüßt und vom Adjutanten der niederländischen Königin Wilhelmina und Prinz Bernhard persönlich empfangen und gab vier Tage später dem niederländischen Sender Philips Omroep Holland-Indië (PHOHI) ein Radiointerview, in dem er den Niederländern die Vorzüge der Persönlichkeit des künftigen Gemahls ihrer Kronprinzessin ans Herz legte. Er sei, sagte Eppstein, stark von seinem Vater Bernhard geprägt, welcher ihn gelehrt habe: „Verlasse nie den Weg zu Gott, und den der Menschenliebe, sei treu gegen jedermann und achte auch den Geringsten, mit dem du zusammenkommst, dann wird auch dir Treue geschenkt werden.“ Wenn sich der Prinz an die Mahnung seines Vaters halte, so Eppstein, sei dem niederländischen Volk mit ihm eine glückliche Zukunft beschieden.

### Verfolgung und Deportation

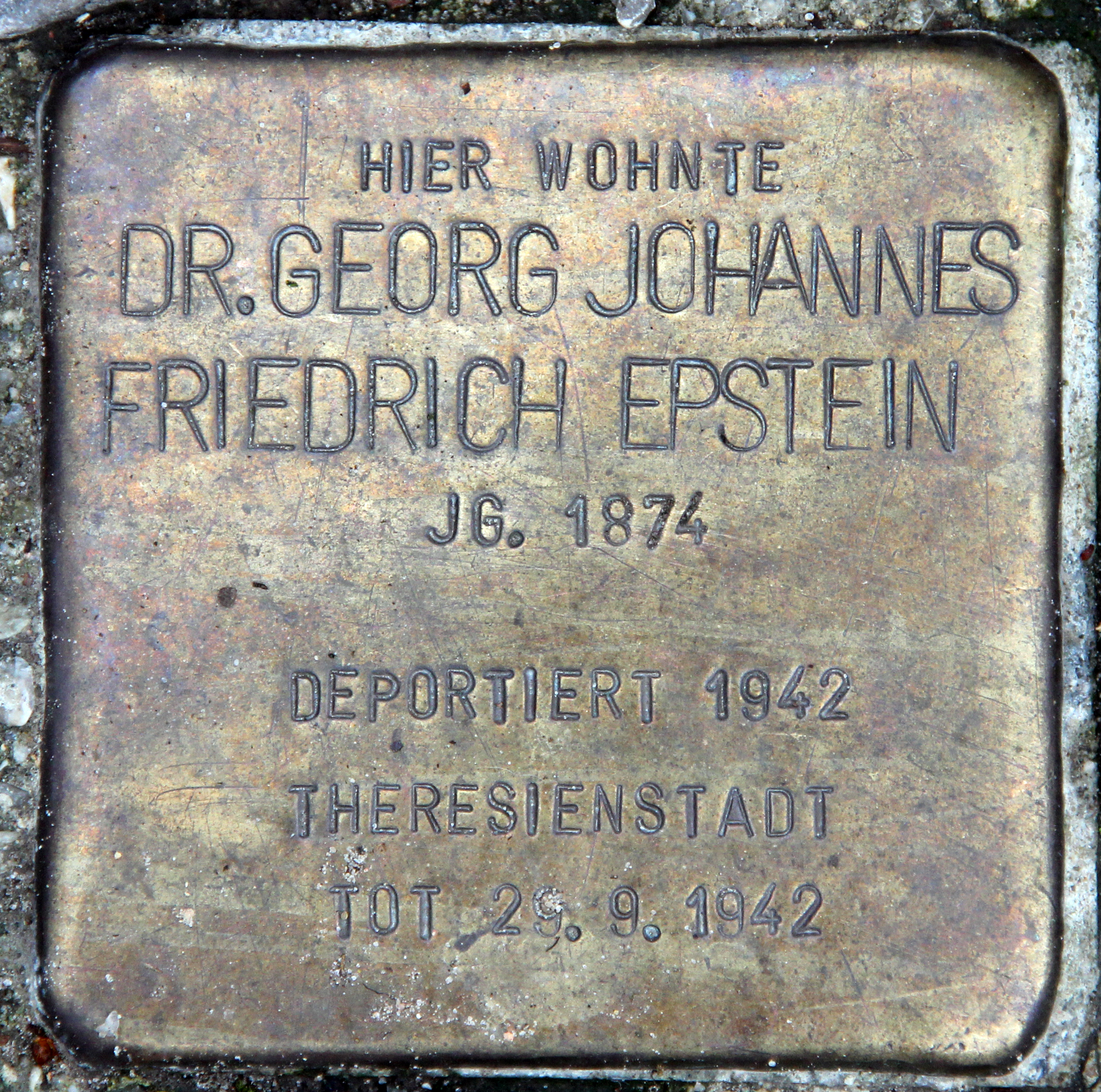
Stolperstein vor dem Haus Potsdamer Straße 32 in der Villenkolonie Lichterfelde

Längerfristig helfen konnte ihm diese Veröffentlichung jedoch nicht; vielmehr nahmen die Nationalsozialisten sie zum Anlass, Eppstein im Februar 1937 aus der Reichskulturkammer auszuschließen und jede weitere Publikation zu untersagen. Als Vorwand, der die angebliche „Unzuverlässigkeit“ des Autors zeigen sollte, diente Berichten in der niederländischen Linkspresse zufolge der Vorwurf, Eppstein habe in der Biographie unter anderem verschwiegen, dass Prinz Bernhard Mitglied der Reiter-SS war. Tatsächlich hatte er diese (in der niederländischen Öffentlichkeit im Wesentlichen bekannte) Tatsache in der Biographie nicht erwähnt, nach Darstellungen der niederländischen Presse geschah das allerdings auf ausdrückliche Bitte des niederländischen Königshauses.
In Wahrheit entsprach sein Ausschluss zu diesem Zeitpunkt der ab 1935 und speziell Ende 1936 auf Weisung Goebbels’ verschärften Gangart der Kammern gegen verbliebene „nichtarische“ Kulturschaffende. Während 1934 noch 428 jüdische Schriftsteller Mitglied in der Reichsschrifttumskammer waren, soll es nach einem Bericht ihres Vizepräsidenten Heinz Wismann an Reichspropagandaminister Goebbels Ende Mai 1935 nur noch fünf jüdische Schriftsteller in der Schrifttumskammer gegeben haben, sodass Eppstein zu den allerletzten „Juden“ (seine christliche Religionszugehörigkeit spielte nach nationalsozialistischer Logik keine Rolle) gehört haben müsste. In einem Rundschreiben vom 29. April 1936 teilte Reichskulturwalter Hans Hinkel den Kammern mit, bis zum 15. Mai sollten „alle Volljuden, Dreivierteljuden, Halbjuden, Vierteljuden, mit Voll- und Dreivierteljuden Verheirateten, mit Halb- und Vierteljuden Verheirateten“ aus sämtlichen Kammern ausgeschlossen sein. Dieser Zeitplan konnte aber wegen des bürokratischen Aufwands und der personellen Unterbesetzung der Kammern nicht eingehalten werden. Der Zeitpunkt von Eppsteins Kammerausschluss passt daher in den Ablauf der antisemitischen Säuberungen des Kulturbetriebs, zumal nicht ausgeschlossen werden kann, dass die Kammerverwaltung erst durch seine niederländische Buchveröffentlichung auf ihn aufmerksam wurde.
In der geräumigen Villa in Berlin-Lichterfelde lebte das seit dem Tod ihrer Tochter kinderlose Ehepaar Eppstein zusammen mit mehrfach wechselnden Mitbewohnern und Untermietern. Anfang August 1937 starb Eppsteins nichtjüdische Frau Hertha und wurde in Berlin in dem Grab beigesetzt, in dem bereits ihre 1922 gerade dreizehnjährig verstorbene gemeinsame Tochter beerdigt lag. Damit verlor Eppstein auch die begrenzten Schutzmöglichkeiten durch eine „Mischehe“ mit einem „deutschblütigen“ Partner. Nach den Novemberpogromen 1938 verschärften sich die staatlichen Repressalien und die Ausplünderung der Juden, wie zum Beispiel durch die sukzessive willkürlich erhöhte Judenvermögensabgabe oder die Verordnung über den Einsatz des jüdischen Vermögens. Da Juden keine Waffen besitzen durften, musste Georg von Eppstein seinen Ehrensäbel abliefern, worüber er sich mit Nachbarn beriet. Mit der Tochter eines ebenfalls jüdischstämmigen Nachbarn, der im November 1938 kurzzeitig verhaftet wurde und anschließend emigrieren konnte, baute er in den letzten Jahren seines Lebens ein vaterersatzähnliches freundschaftliches Verhältnis auf.
Eppstein, der die niederländische Sprache beherrschte, fasste offenbar auch eine Emigration in die Niederlande ins Auge. Durch die Entzifferung der Tagebücher des ehemaligen Fürsten zur Lippe wurde 2019 bekannt, dass Fürst Leopold am 17. November 1938 auf Bitten Eppsteins seinen Neffen, den Prinzen Bernhard der Niederlande, um Hilfe bei der Beschaffung eines Passes für Eppstein bat, was Bernhard aber ablehnte. Im März 1941 intervenierte Leopold erneut und schrieb erfolglos an den Chef der Reichskanzlei Hans Heinrich Lammers, einen Regimentskameraden Eppsteins aus dem Ersten Weltkrieg, um Eppstein vor der Deportation zu bewahren.
In der Nachbarschaft war Eppstein nach der Erinnerung von Zeitzeugen beliebt, auf seine Deportation reagierten Nachbarn und Freunde nach Aussage eines in der Nachbarschaft lebenden Arztes „entsetzt“. Vorsorglich hatte er sein Haus bereits 1937 testamentarisch befreundeten nichtjüdischen Untermietern vermacht; allerdings wurde das noch nicht vollzogene Testament aufgrund einer „Vermögens-Einziehungsverfügung vor der Abschiebung“ hinfällig und der Grundbesitz fiel an das Deutsche Reich. Am 26. Juni 1942 wurde Georg von Eppstein verhaftet und am 2. Juli 1942 mit dem 13. Alterstransport nach Theresienstadt deportiert, wo er Ende September 1942 (ausweislich des Totenscheins an einer Darminfektion) starb.

## Gedenken
Zu seiner Erinnerung wurde im Dezember 2005 ein Stolperstein bei seinem früheren Haus Potsdamer Straße 32 in Berlin-Lichterfelde verlegt. Das noch vorhandene Familiengrab auf dem Friedhof Berlin-Lichterfelde, in dem Eppstein auch für sich selbst eine dritte Grabstelle vorgehalten hatte, wurde von Stephan Prinz zur Lippe nach dem Bekanntwerden der Tagebücher seines Großvaters erworben und wird erhalten. Eine Lebensgeschichte Georg von Eppsteins ist ein Forschungsdesiderat.

## Publikationen
- Diverse Gedicht- und Erzählbände: Erste Wanderfahrten, Gedichte und Skizzen (1896); Arys'er Soldatenleben, Humoreske in Versen (1897); Fallendes Laub, Novelle (1898); Else, ein Liederreigen (1899); Im Vorübergehen, neue Gedichte und Skizzen (1901).[51]
- Studien zur Geschichte und Kritik der Sokratik (Berlin, Emil Streisand Verlag, 1901).
- Hrsg. mit Paul von Roëll: Bismarcks Staatsrecht: die Stellungnahme des Fürsten Otto von Bismarck zu den wichtigsten Fragen des Deutschen und Preussischen Staatsrechts: nach amtlichen privaten und zeitgenössischen Quellen (Berlin, Ferd. Dümmlers Verlagsbuchhandlung, 1903; Rezension (PDF) von Paul Laband[5]). Eine mit Conrad Bornhak hrsg. 2., neu bearb. Aufl. ersch. in Berlin, Hafen-Verlag, 1923.[52]
- Märchenmenschen (Roman, 1905).[3]
- Hrsg. mit Paul von Roëll, Karl Schiller, Otto v. Trotha: Deutscher Ordens-Almanach: Handbuch der Ordensritter und Ordens-Damen deutscher Staatsangehörigkeit. Unter amtlicher Förderung und nach amtlichen Quellen bearbeitet und herausgegeben (erschien in zweijähriger Folge jeweils im Oktober 1904, 1906 und 1908 in Leipzig und Berlin, Verlag: Deutscher Ordens-Almanach G.m.b.H., nach drei Ausgaben eingestellt).[12]
- Die Vorschriften der Deutschen Bundesstaaten über die Trageweise und die Rückgabe der Orden und Ehrenzeichen. Nach amtlichen Quellen bearbeitet und zusammengestellt von Georg Epstein (in: Deutscher Ordens-Almanach 1906/1907, Berlin 1906).
- Beiträge zum Kündigungsrecht der Militärpersonen, Beamten, Geistlichen und Lehrer an öffentlichen Unterrichtsanstalten nach Paragraph 570 BGB (Berlin, W. Moeser Buchdruckerei, 1909).
- Deutschland und Ungarn: ein Beitrag zu den politischen und oekonomischen Beziehungen der beiden Länder in Vergangenheit, Gegenwart und Zukunft (Detmold, Meyersche Hofbuchhandlung und Hofbuchdruckerei, 1916).
- Der Einfluss des Ungarischen Staatsrechts auf die Rechtstellung der Doppelmonarchie (Detmold, Meyersche Hofbuchhandlung und Hofbuchdruckerei, 1917).
- Fürst Bismarcks Entlassung: nach den hinterlassenen, bisher unveröffentlichten Aufzeichnungen des Staatssekretärs des Innern, Staatsministers Dr. Karl Heinrich von Boetticher und des Chefs der Reichskanzlei unter dem Fürsten Bismarck Dr. Franz Johannes von Rottenburg (Berlin, August Scherl Verlag, 1920).
- Der Deutsche Kronprinz: Der Mensch / der Staatsmann / der Geschichtsschreiber (Leipzig, Max Koch Verlag, 1926). (Anm.: Der Band bildet ein zweibändiges Gesamtwerk zusammen mit dem zugleich erschienenen, von Hermann von François verfassten kriegsgeschichtlichen ersten Band: Der Deutsche Kronprinz: Der Soldat und Heerführer.)
- Von Draußen und Daheim. Deutsche Gedichte (Berlin und Zürich, Eigenbrödler-Verlag, in mehreren teils erw. Aufl. ersch. 1928–1931)
- Du! Eine stille Geschichte aus einer Jugend (Berlin und Zürich, Eigenbrödler-Verlag, 1930) (Anm.: erweiterte Fassung der bereits 1910 publizierten Erzählung Ins neue Land. Eine stille Geschichte).
- Zus. mit Max Staercke: Prins Bernhard: het vorstelijk Huis Zur Lippe-Biesterfeld (Utrecht, A.W. Bruna & Zoon’s Uitgevers, 1. und 2. Auflage 1936, 3. Auflage 1937).[41]